# Çamyuva
Çamyuva este o stațiune în districtul Kemer al provinciei Antalya (Turcia), situată la poalele munților Taurus, pe litoralul Mării Mediterane la 7 km sud-vest de orașul Kemer. Municipalitatea Çamyuva are 4 mii de locuitori (2007) și în ultimii ani a devinit o stațiune turistică populară, frecventată preponderent de turiști cu venituri medii din fosta URSS și Europa Centrală. 